# Markthalle (Bratislava)
Die Alte Markthalle (slowakisch Stará tržnica) in Bratislava wurde im Jahre 1910 errichtet und dient heute als Kulturzentrum der Stadt.

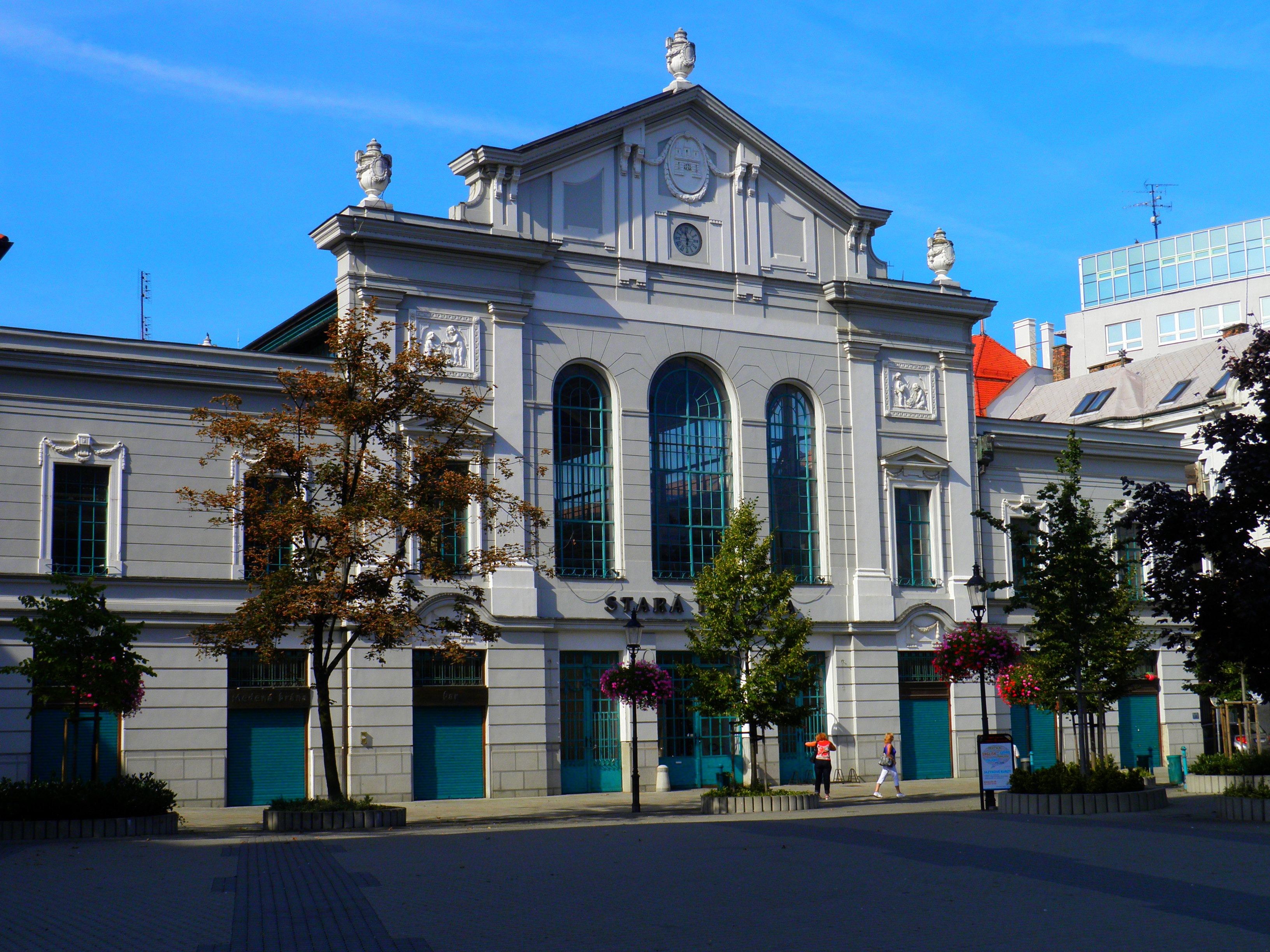
Alte Markthalle nach der Renovierung

## Geschichte
An der Stelle der heutigen Alten Markthalle stand einst eine Bastei aus dem 15. Jahrhundert, die im Mittelalter Teil der städtischen Befestigungsanlage war. Als in den 1770er Jahren auf Geheiß Maria Theresias die alten Stadtbefestigungen niedergerissen wurden, entstand zwischen der Altstadt und dem Kloster der Barmherzigen Brüder ein riesiger freier Platz, auf dem bereits seit 1461 Märkte abgehalten wurden. 1879 wurden auf Beschluss der Stadtverwaltung diese Plätze vereint und trugen seither die Bezeichnung „Marktplatz“.

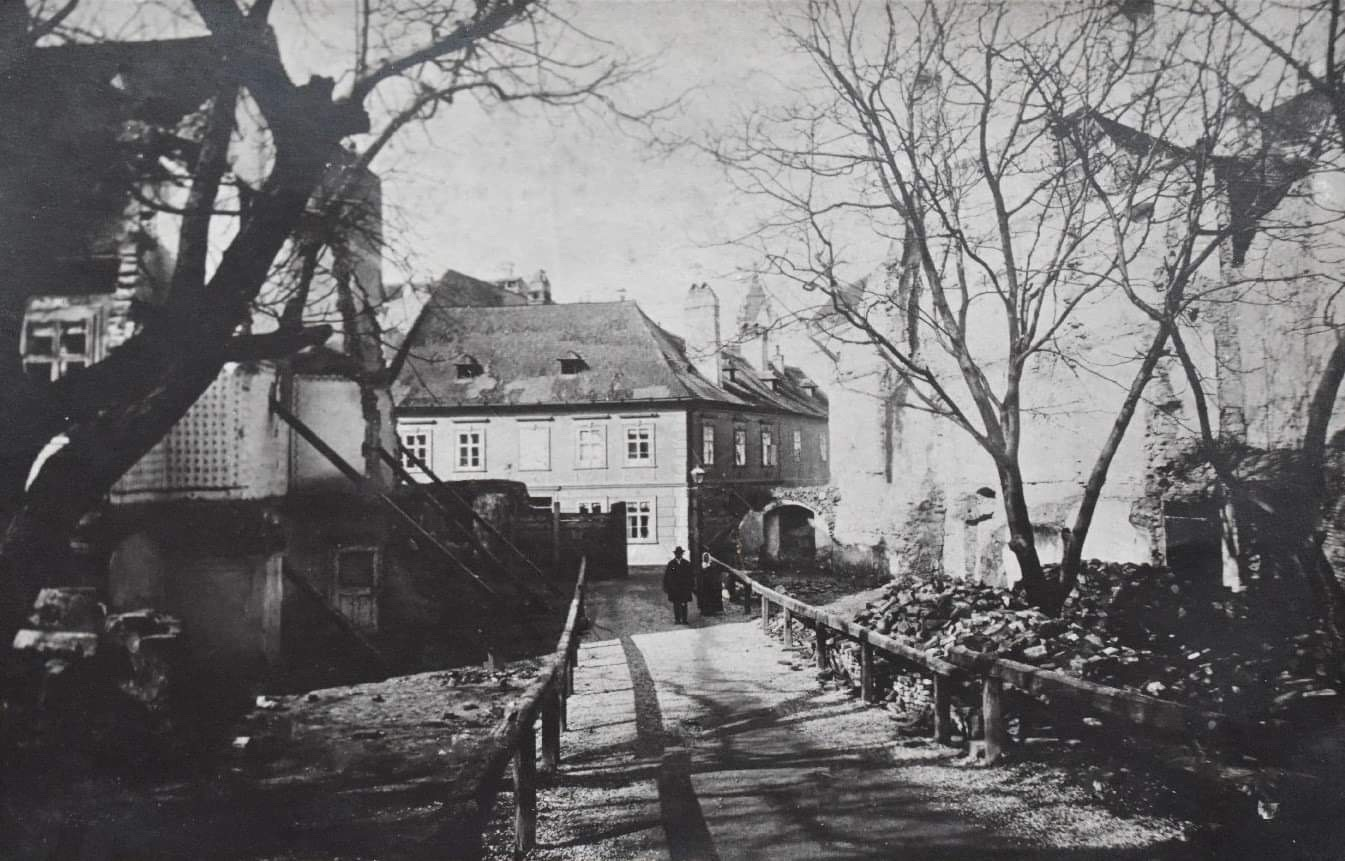
Auf diesem Areal wurde ab 1908 die Alte Markthalle erbaut. Die Aufnahme dürfte um 1900 entstanden sein. Zahlreiche alte Häuser wurden abgerissen, wie der Bauschutt auf der rechten Seite zeigt, oder mussten abgestützt werden (links). Im Hintergrund ist der Turm des Alten Preßburger Rathauses zu sehen.

Die auf diesen Platz abgehaltenen Märkte verursachten der Stadt Probleme, da der dort zurückgelassene Abfall einerseits unhygienisch war und andererseits waren die Märkte, die unter freiem Himmel stattfanden, sehr witterungsabhängig. Man strebte eine Lösung an, durch welche der Verkauf von empfindlichen Lebensmitteln, (wie z. B. Fleisch und Milchwaren) aus hygienischen Gründen in geschlossenen Räumen stattfinden sollte. Auch wollten die Vertreter der Stadt zu Beginn des 20. Jahrhunderts diesen schmutzigen Platz loswerden. Deshalb wurde im Jahre 1903 ein anonymer Architekten-Wettbewerb ausgeschrieben an welchem sich Architekten aus ganz Ungarn beteiligten konnten. Gefordert war der Bau einer modernen, geschlossenen und witterungsunabhängigen Markthalle.

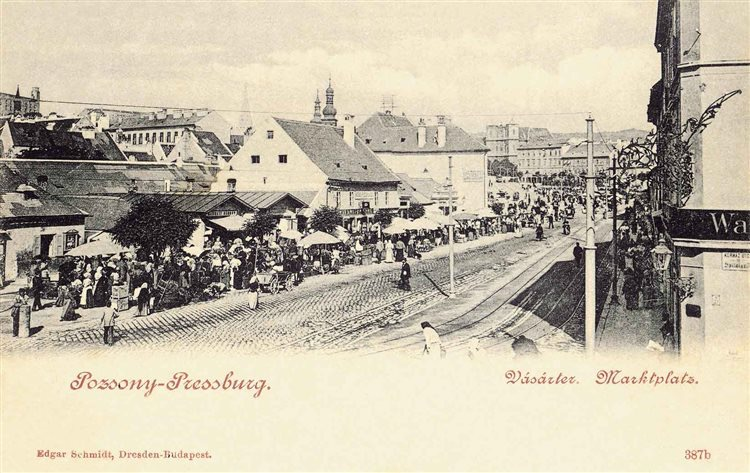
Auf dieser alten Ansichtskarte um 1900 ist das Marktgeschehen vor dem Bau der Markthalle zu sehen.

Den Wettbewerb gewann der Budapester Architekt Endre Makay (* 1847, † 1905), den zweiten Platz errang ebenfalls ein Budapester Architekt Adolf Láng. Und auf den dritten Rang kam das bekannte Architekturbüro Marcell Komor und Dezső Jakab (* 1864, † 1932). Der Stadtmagistrat Preßburgs entschied sich den von Endre Makay eingereichten Entwurf zur Ausführung bringen zu lassen, der jedoch bereits 1905 starb. Nach dem Tod von Endre Makay nahm sich der Preßburger städtische Ingenieur Gyula Laubner des Entwurfes an, er verbesserte ihn und brachte ihm zur Ausführungsreife. Der Bau wurde zwischen 1908 und 1910 vom Baumeister Ludwig Gratzl mit der bekannten Preßburger Baufirma Pittel und Brausewetter ausgeführt. Das Gebäude wurde am 31. Oktober 1910 fertiggestellt und bereits am nächsten Tag der Öffentlichkeit übergeben.
In der Preßburger Zeitung erschien am 30. Oktober 1910 in der Rubrik „Tagesneuigkeiten“ folgende Notiz:

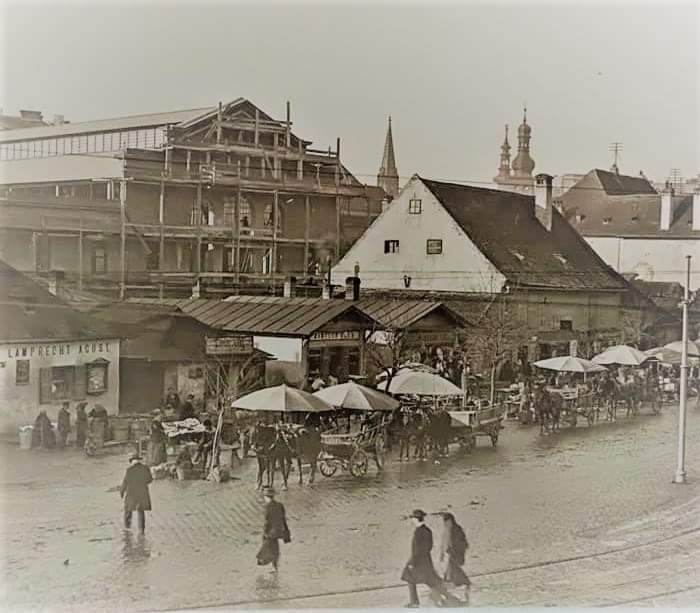
Die Markthalle während der Bauzeit, 1910. Im Vordergrund ist das einstöckige Haus mit Dreiecksgiebel zu sehen, in welchen das Gasthaus „Flucht aus Ägypten“ untergebracht war. Das Haus wurde 1912 abgerissen, da ein Durchbruch von der alten Innenstadt vom Primatialpalais her zum Hauptplatz geschaffen werden sollte. Im Hintergrund sind drei Türme zu sehen (v. r. n. l.): Ursulinerkirche, Michaelerturm, Franziskanerkirche.

Markthallen-Eröffnung. Am 1. November wird die Pozsonyer Markthalle eröffnet. Von diesem Tage an dürfen alle jene Fleischwaren, Schwämme, Milch und Milchprodukte, Brot und Gebäck, welche bisher auf offenen Märkten verkauft werden, nur in der Markthalle verkauft werden. Auf den jetzigen offenen Märkten  verbleibt auch weiterhin: das lebende Geflügel, Grünzeug, alle jene landwirthschaftlichen  und Gartenprodukte, die unmittelbar von Wägen verkauft werden, sowie auch jenes Obst und jene Lebensmittel, welche wegen Raummangel in der Markthalle nicht untergebracht werden können. Die Markthalle ist zur Lagerung und Aufbewahrung der Warenvorräthe mit Keller-, Lager-, und Kühlräumen versehen. Zur Verwerthung jener Lebensmittel, die von Produzenten an die Markthalle oder an den behördlichen Vermittler eingesendet werden, wird in der Markthalle ein behördliches Vermittlungsgeschäft organisiert. Der Beginn dieses Geschäftes wird seinerzeit separat kundgemacht. Weitere Auskünfte ertheilt das Marktamt der kgl. Freistadt Pozsony (Pozsony, Markthalle). Pozsony, am 25. Oktober 1910. - D e r  M a g i s t r a t.
Die Markthalle wurde in eklektischen Stil errichtet und entsprach den modernsten technischen Anforderungen in der damaligen Zeit. Für den Bau wurde Stahl verwendet – zu dieser Zeit eine architektonische Neuheit. Das Gebäude war an Stromleitungen angeschlossen, außerdem verfügte es über Wasserversorgung, Zentralheizung, Aufzüge und Kühlanlagen. Es bot für 900 Verkäufer auf einer Fläche von 1000 m² Platz. Die Markthalle war der erste überdachte Marktplatz in Preßburg.
Das Gebäude diente auch nach dem Zusammenbruch der Donaumonarchie und der Gründung der Tschechoslowakei 50 Jahre lang ihrem Zweck. 1960 wurde die Markthalle geschlossen. In ihren Räumen wurden Fernsehstudios des Slowakischen Fernsehens eingerichtet. Als 1982 das Slowakische Fernsehen in der Markthalle ihre Studios aufgab, verwahrloste das leer stehende Gebäude zusehends. Ein Abriss wurde erwogen. Erst nach der Samtenen Revolution 1989 kehrte die Markthalle in den Besitz der Stadt zurück. Das Gebäude wurde in den ursprünglichen architektonischen Form grundlegend renoviert.
2012 unterstand die Alte Markthalle einer Bürgervereinigung, die daraus ein Kulturzentrum machte. Der Platz vor der Markthalle wurde saniert und mit Sitzgelegenheiten ausgestattet, ws fanden archäologische Ausgrabungen statt. Es wurden Wandreste der aus dem 11. Jahrhundert stammenden St. Jakobs-Kapelle gefunden. Diese Reste wurden konserviert und unter ein gläsernes Schutzdach gestellt und können besichtigt werden. Gegenwärtig finden in der Markthalle kulturelle Veranstaltungen wie Konzerte und Ausstellungen statt.